# Don Chaffey
Donald Chaffey (Hastings, Sussex Oriental, 5 de agosto de 1917–Kawau Island, Nueva Zelanda 13 de noviembre de 1990) fue un director, guionista y productor de cine y director artístico inglés.
Chaffey debutó como cineasta en 1947 trabajando como director de arte, y en 1953 ocupó el cargo de director por primera vez. Continuó su actividad en la industria del cine hasta su muerte en 1990, ocasionada por una insuficiencia cardíaca.
Se lo conoce principalmente por sus películas fantásticas, como Jasón y los argonautas, The Three Lives of Thomasina, One Million Years B.C., The Viking Queen, Creatures the World Forgot, Pete's Dragon y C.H.O.M.P.S., su último largometraje.
En simultáneo con sus obras cinematográficas, Chaffey dirigió una gran cantidad de episodios de series de televisión británicas, entre ellas The Prisoner, Danger Man y The Avengers. Desde la década de 1980 hasta su muerte, todos sus trabajos fueron en telefilmes estadounidenses, y en series de televisión como La Isla de la Fantasía, Stingray, MacGyver, T. J. Hooker, Matt Houston y Los ángeles de Charlie.